# StG 45(M)
StG 45(M) (нем. SturmGewehr 45 — штурмовая винтовка 45 года), также известный как MP 45(M) — немецкий прототип автомата, разработанный компанией Mauser для нужд вермахта в конце Второй мировой войны. Автомат использовал новую систему полусвободного затвора с запирающими роликами. Был создан под промежуточный патрон 7,92 x 33 мм Kurz (или 7,9-мм пистолетный патрон), обладал скорострельностью в 450 выстрелов/мин.

## Характеристика

### История производства

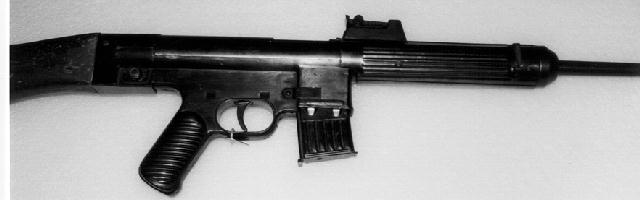
Gerät 06H, прототип штурмовой винтовки производства Mauser

Происхождение штурмовой винтовки StG 45(M) восходит ко второй половине Второй мировой войны. В 1942—1943 годах инженеры компании «Mauser Werke» из 37-го отделения (Группа развития лёгкого стрелкового оружия) в Оберндорфе-на-Неккаре разработали прототип под названием MKb Gerät 06 (Maschinenkarabiner Gerät 06, автоматический карабин «Изделие 06») — автоматическое стрелковое оружие под промежуточный патрон 7,92×33 мм, в котором использовался механизм полусвободного затвора с запирающими роликами, прародителем которого был затвор пулемёта MG 42. Отличие заключалось в неподвижном стволе и наличии газоотводной автоматики с коротким ходом газового поршня . Также были созданы образцы Gerät 03 и Gerät 07: первый образец являлся модификацией самозарядной винтовки Gewehr 43 с системой запирания в виде симметричных роликов, а второй — развитием «Gerät 03» под промежуточный патрон 7,92×33 мм, унаследовавший автоматику и технологии производства.
Идею отказа от сложной системы газового двигателя автоматики первым предложил руководитель математического отдела компании Mauser доктор Майер, настаивая на переходе от системы жёсткого запирания затвора к полусвободному затвору. Образец Gerät 06 стал дальнейшим образцом исследований и получил индекс Gerät 06H (буква «H» означала здесь «halbverriegelt» — полусцепленный затвор), а в производстве стал известен как StG 45(M) (Sturmgewehr 45(M)). Весной 1943 года он прошёл заводские испытания (6 тысяч выстрелов без задержек), и Управление вооружений сухопутных сил заказало фирме Mauser 4 опытных образца для проведения полигонных испытаний. Первые образцы автомата под предварительным индексом Mkb.43(M) были готовы в начале 1944 года, после чего прошли испытания в исследовательском центре в Куммерсдорфе, завершившиеся к концу года. Этот перспективный автомат был даже дешевле и проще в производстве, чем поступивший в серийное производство StG 44 (компания C. G. Haenel), однако до конца войны удалось произвести лишь считанные единицы прототипов (заказы поступили только в начале 1945 года). С учётом произведённых прототипов насчиталось всего 30 комплектов частей для сборки опытной серии.

### Описание
В первых образцах использовалась автоматика на основе газового двигателя и жёсткого запирания ствола при помощи пары роликов, аналогичная таковой у пулемёта MG 42, однако схема была слишком сложной. Таким образом инженеры перешли к полусвободному затвору с роликовым замедлением (позднее эта схема применялась в оружии компании Heckler & Koch). Перед выстрелом затвор под давлением возвратной пружины находится в крайнем переднем положении, вытесняя своей передней скошенной частью ролики из затвора в пазы в муфте ствола. В момент выстрела боевая личинка начинает двигаться назад под давлением пороховых газов на дно гильзы. Ролики, установленные в личинке, увлекаются за ней, вдавливаясь в затвор и заставляя его скошенную переднюю часть двигаться назад относительно боевой личинки. Основная энергия пороховых газов тратится на разгон массивного тела затвора. К тому моменту, когда давление в стволе спадает до приемлемых значений, ролики полностью «убираются» в затвор, после чего вся затворная группа двигается назад, извлекая стреляную гильзу и подавая на обратном пути новый патрон в патронник.
Ствольная коробка выполнена из штампованных стальных деталей с широким использованием сварки. УСМ — куркового типа, позволяет вести огонь одиночными выстрелами и непрерывными очередями. Предохранитель-переводчик режимов стрельбы расположен на левой стороне ствольной коробки, как и рукоятка затвора. Приклад изготовлен из дерева и находится на одной линии со стволом (так называемая «линейная схема»), из-за чего уменьшается подброс ствола, но появляется необходимость приподнимать прицельные приспособления над стволом. Вместе с длинными секторными магазинами на 30 патронов возникает проблема увеличения профиля стрелка при стрельбе из позиции лёжа, решённой использованием специальных укороченных магазинов на 10 патронов. Необходимость таких укороченных магазинов была доказана на испытаниях по стрельбе на полигонах Mauser.
Вкупе с широким использованием штамповки и сварки это привело к снижению себестоимости нового автомата относительно StG-44 на 25 рейхсмарок (45 против 70). Также с 14 до 7,4 часов уменьшилось время производства одного автомата. Тем не менее, немцам удалось произвести всего 30 экземпляров и наборов деталей.

## Влияние на послевоенную продукцию

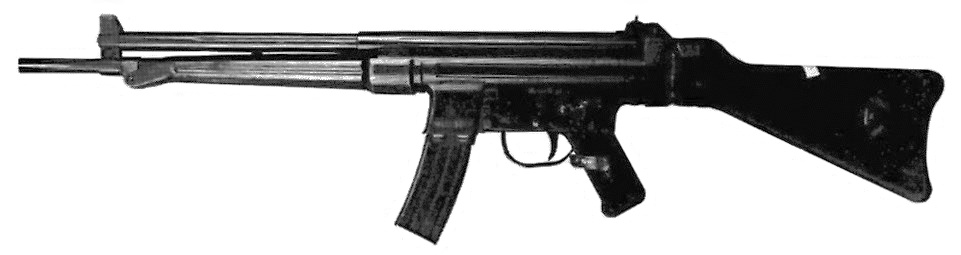
Французский автомат CEAM Modèle 1950 под патрон .30 Carbine, созданный на основе StG 45(M)

Немецкие инженеры, участвовавшие в разработке StG45(M), работали в послевоенные годы во французской оружейной компании CEAM. Во Франции оказалось несколько трофейных образцов StG45. С 1946 по 1949 годы конструкторы Людвиг Форгримлер и Теодор Лёффлер, работавшие в Мюлузе, изменили немного конструкцию затвора. Три варианта автомата были собраны под патроны калибров .30 Carbine, 7,92×33 мм и 7,65×35 мм. В 1947 году были прекращены испытания автомата с патронами 7,5×38 мм из алюминия. Стараниями Лёффлера был создан новый автомат CEAM Modèle 1950, поступивший на вооружение армии Франции, а стараниями Форгримлера в Испании появилась серия автоматических винтовок CETME Modelo A в компании CETME. На основе образцов StG 45 в Германии в 1959 году появилась автоматическая винтовка HK G3 (лицензию приобрели в 1957 году инженеры Heckler & Koch), а также пистолет-пулемёт HK MP5. В Швейцарии по подобной схеме был разработан автомат SIG SG 510.